# 조절 (척추동물 눈)
조절(accommodation, 적응)은 척추동물의 눈이 광학적 힘을 변화시켜 거리가 변함에 따라 물체에 대한 선명한 이미지나 초점을 유지하는 과정이다. 이 경우, 거리는 개체마다 다르다. 먼 지점(far point. 눈에서 물체의 선명한 이미지를 볼 수 있는 최대 거리)에서 가까운 지점(near point. 선명한 이미지를 볼 수 있는 최소 거리)까지이다. 조절은 일반적으로 조절-눈모음 반사의 일부를 포함하여 반사 작용처럼 작용하지만 의식적으로 제어할 수도 있다.
동물이 초점을 바꿀 수 있는 주요 방법은 다음과 같다.
- 수정체 모양 변경.
- 망막에 대한 렌즈 위치 변경.
- 안구의 축 길이 변경.
- 각막 모양 변경.

## 같이 보기
- 내안근
- 눈 계측(optometry, 안계측)
- 동공 확대근
- 정중곁 다리뇌 그물체
- 조절-눈모음 반사